# Tumult in een toeristenhotel
Tumult in een toeristenhotel is het zevende deel van de Bob Evers-boekenreeks van de schrijver Willy van der Heide.

## Verhaal
Hoofdpersonen van de serie zijn de Nederlandse jongens Arie Roos en Jan Prins en hun Amerikaanse vriend Bob Evers (die in dit verhaal geen rol speelt).
Vonnie Vassar heeft als minderjarige van zijn ouders het grote Seaview-hotel geërfd in de Engelse badplaats Blackpool. Zijn voogd Barclay heeft, terwijl Vonnie nog in dienst was van het Britse bezettingsleger in Duitsland, zijn erfdeel weggegoocheld met juridische trucs. Vonnie zint nu op mogelijkheden om zijn geld terug te krijgen. Hij vraagt Arie en Jan - van wie hij gehoord heeft van een gemeenschappelijke kennis, John Bennett - om hem en zijn vriend Johnstone gedurende de kerstvakantie te helpen dit te bewerkstelligen. Het plan is het hotel, dat in deze periode vrijwel geheel gevuld is, met allerlei acties in opspraak te brengen bij de hotelgasten.
Zo worden vanaf de bovenste etage twee koffers vol met witte muizen in het hotel losgelaten, en marcheert een hoempa-hoempa-orkest al blazend van boven naar beneden. Dit veroorzaakt echter de verkeerde soort opspraak, omdat het alleen maar voor afleiding zorgt. De hotelgasten worden pas goed getroffen als hun schoenen - die 's nachts op de gang staan om door de hotelschoenpoetser gepoetst te worden - de volgende ochtend zoek zijn om vervolgens met honderden tegelijk op één grote hoop in een badkamer te worden gevonden. De ontstane paniek strekt zich ook uit tot vier in het hotel logerende smokkelaars, die diamanten smokkelen in de holle hakken van hun schoenen. In een secundaire verhaallijn weten Jan en Arie de smokkelbende aan te houden en over te dragen aan de Britse Douane Recherchedienst.
De actie die het hotel echt in rep en roer brengt is het 's nachts onbruikbaar maken van de kamersloten door die met een oude oliespuit te voorzien van een paar kleine fietskogeltjes, waardoor de toegang tot de kamers onmogelijk wordt. Deze stunt haalt de pers met grote koppen. Verslaggever Piffle weet te achterhalen dat Vonnie en zijn vrienden de aanstichters zijn en publiceert het hele verhaal in zijn krant. Dit is de nekslag voor Barclay, die niet langer op kan tegen de publieke opinie. Vonnie krijgt vervolgens zijn erfdeel en het beheer over het hotel terug.

## Drukgeschiedenis
Het verhaal werd in 1950 in 24 afleveringen gepubliceerd in het tijdschrift Jeugdkampioen, een uitgave van de ANWB, met illustraties van Wim Boost.
De eerste druk in boekvorm werd in 1951 gepubliceerd door de uitgeverij M. Stenvert & Zoon te Meppel in een hardcoveruitgave, met stofomslag van Frans Mettes die ook zorg droeg voor nieuwe illustraties. Tot aan 1959 verschenen nog vier drukken.
In 1966 werd het formaat gewijzigd. Het boek werd voortaan gepubliceerd als pocketboek (17,5×11,5 cm). De tekst van deze uitgave was door de auteur aanzienlijk bewerkt. De druknummering werd voortgezet en tot 1992 verschenen de volgende drukken:
- 1966 tot 1982: 6e tot 21e druk, omslag van Moriën
- 1985 tot 1992: 22e tot 24e druk, omslag van Bert Zeijlstra

In de pocketeditie zijn geen illustraties opgenomen.